# Max Showalter
Max Gordon Showalter (2 de junio de 1917 - 30 de julio de 2000), a veces acreditado como Casey Adams, fue un actor de cine, televisión y teatro estadounidense, además de compositor, pianista y cantante. Apareció en más de 1.000 programas de televisión. Uno de los papeles memorables de Showalter fue el de marido del personaje de Jean Peters en la película de 1953 Niágara.

## Primeros años
Showalter nació en Caldwell, Kansas, hijo de Elma Roxanna (Dodson) Showalter (1889–1953), profesora de música, e Ira Edward Showalter (1887-1953), que trabajó en la industria petrolera y también fue banquero y agricultor. Cuando era un niño pequeño, desarrolló un deseo por la actuación mientras acompañaba a su madre a los teatros locales donde ella tocaba el piano para películas mudas. Sirvió en el EE. UU. Ejército durante la Segunda Guerra Mundial como artista de la división Servicios Especiales.

## Escenario
A finales de la década de 1930, Showalter ya tenía varios papeles en el escenario, incluida la actuación en producciones del Pasadena Playhouse. Pronto hizo su debut en Broadway con Knights of Song. Showalter también apareció en el musical itinerante This Is the Army durante dos años y en otras producciones notables de Broadway como Make Mine Manhattan y The Grass Harp. Su papel teatral más memorable fue el de Horace Vandergelder en el exitoso espectáculo de Broadway Hello Dolly! (musical). Showalter interpretó el papel más de 3000 veces junto a Carol Channing, Betty Grable y Ethel Merman.

## Películas y televisión

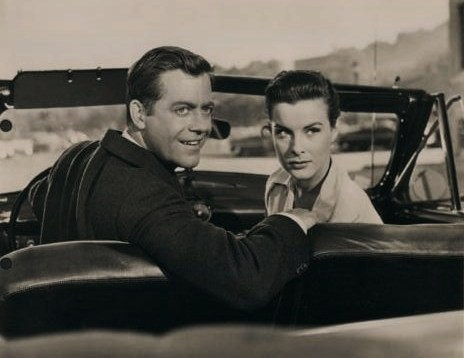
Showalter como Ray Cutler junto a Jean Peters, quien interpreta a su esposa en pantalla, Polly, en Niágara (1953)

A fines de la década de 1940, Showalter firmó con 20th Century Fox como actor principal. Su fundador, Darryl F. Zanuck, cambió su nombre por el más "rentable" Casey Adams.
Hizo su debut cinematográfico en Always Leave Them Laughing (1949). Su primera aparición en la televisión en vivo fue en la serie musical de variedades de corta duración The Swift Show (1948-49), también conocida como The Lanny Ross Show.
El segundo largometraje de Showalter fue la película biográfica With a Song in My Heart (1952), donde tuvo un pequeño papel como actor de vodevil. En la película, Showalter, junto con David Wayne, cantó la canción "Hoe that Corn", que también escribió. Apareció en Niágara (1953) junto a Marilyn Monroe y Joseph Cotten. Hizo un cameo como fotógrafo de la revista Life en otra película de Monroe, Bus Stop, en 1956.
Durante la década de 1950, Showalter apareció en programas de televisión como The Loretta Young Show y Navy Log, además de En películas como Vicki (1953), Down Three Dark Streets (1954), Naked Alibi (1954), Indestructible Man (1956) y Gunsmoke (1957) como "Barney Wales", el nuevo marido del personaje principal "Mavis McCloud" (S3E7).
Fue reemplazado por Hugh Beaumont para la serie de televisión. Casey Adams también apareció en The Andy Griffith Show como el comerciante de antigüedades Ralph Mason en el episodio titulado "The Horse Trader."
En la década de 1960, Showalter recuperó su nombre original y continuó consiguiendo papeles en películas de gran presupuesto como Elmer Gantry (1960), The Music Man (1962) y How to Murder Your Wife (1965). Trabajó durante las décadas de 1960 y 1970. Hizo seis apariciones en Perry Mason, incluido el papel de Carl Reynolds en el episodio de 1958, "El caso de la novia curiosa", la víctima de asesinato Burt Stokes en "El caso de la viuda errante" en 1960, y Talbot Sparr en el episodio de 1964, "El caso del patito feo". Hizo apariciones en otras series de televisión como The Twilight Zone (como el pianista Pat Riley en S3 E8 1961 "It's a Good Life"), The Lucy Show, Gunsmoke, The Many Loves of Dobie Gillis, The New Phil Silvers Show, Bewitched, Dr. Kildare, Surfside 6, The Doris Day Show, Kojak, Police Story, The Bob Newhart Show, así como en películas de culto, Lord Love a Duck, The Anderson Tapes y Sgt. Pepper's Lonely Hearts Club Band. En la película de 1979 10, interpretó a un pastor cuyo pasatiempo era escribir canciones (malas). También fue un miembro regular del elenco de la serie de televisión de corta duración de 1980, The Stockard Channing Show. Showalter hizo su última aparición en pantalla en la película de John Hughes Sixteen Candles (1984).

## Composición
Showalter compuso la música de Little Boy Blue, que se estrenó en el Teatro El Capitan en Hollywood, California, el 11 de septiembre de 1950. También escribió el musical Go for Your Gun, que se estrenó en Mánchester, Inglaterra, en 1963.

## Pintura
La columnista del mundo del espectáculo Hedda Hopper informó en una columna de periódico de 1963 que Showalter había vendido 139 pinturas y que tendría su primera exposición individual.

## Últimos años
En 1984, Showalter se retiró de la actuación y se mudó a una granja del siglo XVIII en Chester, Connecticut, cerca del área donde actuó en la Showalter participó en la película It Happened to Jane (1959). Showalter se involucró en el teatro musical local, incluido el Ivoryton Playhouse, y luego produjo, dirigió, escribió y narró el musical navideño Touch of a Child. Pasó gran parte de su tiempo libre pintando miniaturas al óleo. Showalter era un buen amigo de la actriz Katharine Hepburn, que vivía en la cercana Old Saybrook, Connecticut.

## Vida personal
En la década de 1950, Showalter se tomó un descanso de su trabajo en Hollywood y regresó a Caldwell, Kansas, para cuidar de su hermana de 15 años, que quedó huérfana tras la muerte de sus padres en un accidente automovilístico. Sus muertes siguieron a la muerte del hermano de Showalter, Robert, en un accidente automovilístico dos años antes.
Pocos años después regresó a Hollywood y retomó su carrera.

## Muerte
El 30 de julio de 2000, Max Showalter murió de cáncer en Middletown, Connecticut. Tenía 83 años.